# Bolagret

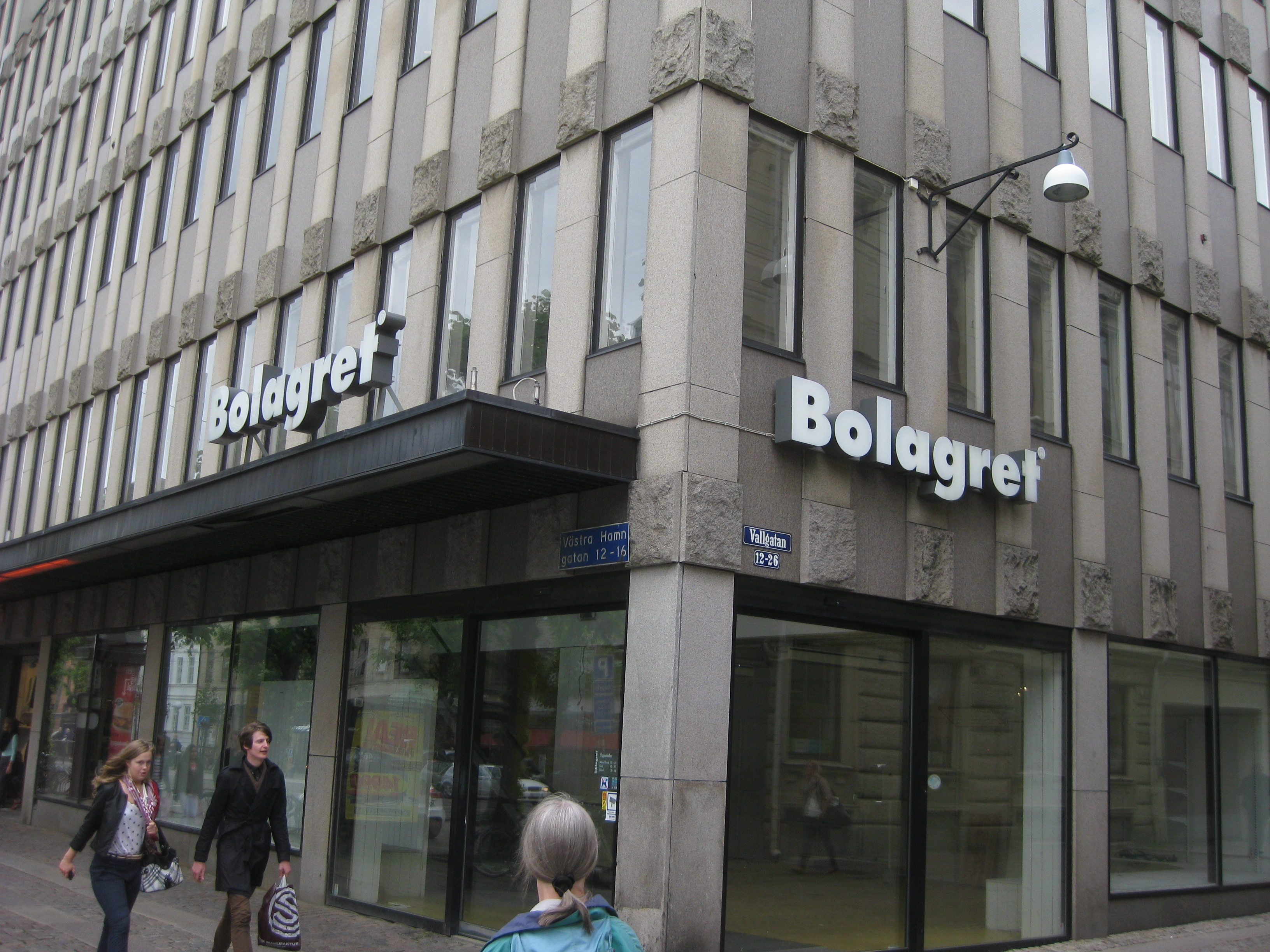
Bolagrets butik på Västra Hamngatan i Göteborg, efter konkursen.

Bolagret (Bolagret Living and Giving AB) var ett svenskt familjeföretag grundat 2002. 10 april 2012 gick företaget i konkurs.
Företaget skötte heminredningsbutiker i Stockholm, Göteborg, Malmö, Lund, Helsingborg och Norrköping. Butikerna var ofta belägna i köpcentrum och gallerior.
År 2010 redovisade företaget ett årsresultat på 1 038 000 kronor, men året därpå var samma siffra minus 7 827 000 kronor.